# ОШ „Живадин Апостоловић” Трстеник
ОШ „Живадин Апостоловић”  у Трстенику, једна је од установа основног образовања у општини Трстеник. Школа је добила име по Живадину Апостоловићу, учитељу и борцу НОБ-а, стрељаном 1943. године.

## Историјат
Крајем устанка 1813. године у Србији је било 40 школа, међу којима се налазила и основна школа у Трстенику, која касније добија данашње име. Развојем привреде, посебно индустрије, дошло је до повећања броја становника у Трстенику. Већи број ученика доводи до деобе Осмогодишње школе „Живадин Апостоловић” на две потпуно одвојене школе ОШ "Живадин Апостоловић" и ОШ „Миодраг Чајетинац Чајка”.
Почетком школске 1956/66. године школа добија нову зграду, у којој се и сада налази. Након интеграције 1970. године са тадашњом ОШ „Радоје Крстић” у Попини школа добија четири подручна одељења у Попини, Дубљу, Брезовици и Стублицама. Ширењем града и изградњом новог насеља "Трстеник 2" стварају се услови за изградњу још једне основне школе, која добија назив ОШ „Свети Сава”, којој су припала сва одељења наше школе.
Одлуком СО Трстеник 1989. године нашој школи припаја се подручно одељење у Богдању. 
Школске 1994/95. године залагањем колектива и учешћем друштвене средине штампана је монографија 180 година ОШ Живадин Апостоловић - професора Љубивоја Бајића, у којој су сумирани сви резултати рада школе.
По мерилима за вредновање и процењивање у основним школама наша школа је освајала I и II места за укупне резултате у остваривању образовног процеса.

## Живадин Апостоловић
Живадин Апостоловић је рођен 13. октобра 1916. године у селу Богдање, општина Трстеник, као син Милосава, сиромашног земљорадника.
Основну школу завршио је у Богдању, Гимназију у Kрушевцу, а Учитељску школу у Јагодини. Након одслужења војног рока у Школи резервних официра у Горажду, где је стекао чин резервног потпоручника, вратио се у родно село и радио као учитељ.
Још од времена средње школе, Живадин је био активан у омладинском комунистичком покрету. Са својим истомишљеницима у Богдању, основао је Набавно-продајну задругу са преко 70 чланова и учествовао у изградњи Задружног дома. Године 1940, Живадин је основао прву комунистичку партијску ћелију у трстеничком крају, у Богдању, и постао њен први секретар, а касније и секретар Среског комитета KПЈ. Активно је радио на повезивању свих комуниста у Трстенику и околини.
Током Другог светског рата, Живадин је био праћен и затваран од стране фашиста и њихових сарадника. На крају је, 31. јануара 1943. године, убијен у центру Трстеника. На месту где је изгубио живот налази се спомен обележје, а његово име носе основна школа и једна улица у Трстенику.